# 二重埔 (新竹縣)
二重埔，是台灣新竹縣的一個地名，範圍為今竹東鎮中北部地區。其範圍大致為二重里大半部、員山里一小部分。

## 歷史
台灣清治末期至日治前期，該地區為一街庄，稱為「二重埔庄」，隸屬於竹北一堡。該庄北與蔴園肚庄為鄰，東北隔頭前溪與崁下庄為鄰，東與荳仔埔庄、三重埔庄為鄰，南邊為草山庄，西邊為柯仔湖庄、頭重埔庄。
1920年（日治大正九年），改制為「二重埔」大字，隸屬於新竹州竹東郡竹東街。
戰後竹東街改制為竹東鎮，隸屬於新竹縣，大字亦改制為里。

## 交通
台鐵內灣線有穿越二重埔地區北部，並設有上員車站。當地居民可由此路線前往新竹車站轉車前往全台各地。

### 道路
省道台68線穿越二重埔地區北部，並設有交流道，是東西向重要聯外快速道路，往東可前往竹東，往西可前往新竹市。縣道122號穿越二重埔地區中部，是通往竹東市區、新竹市的平面道路。

## 學校
- 二重國中
- 二重國小